# Cladanthus
Cladanthus é um género botânico pertencente à família Asteraceae.